# آنه نیلسون
آنه نیلسون (دانمارکی: Arne Nielsson؛ زادهٔ ۱۱ مهٔ ۱۹۶۲) قایقران کانو اهل دانمارک است.